# Estación de Prado de San Sebastián

Plano de la Línea 1

Plano de la T1 (Metrocentro)

Prado de San Sebastián es un intercambiador de transporte situado en la ciudad de Sevilla, que conecta la línea 1 del metro y la línea T1 del tranvía, conocido como metrocentro. Además, enlaza con la estación de autobuses regionales del Prado. Se ubica bajo la Avenida de Carlos V, junto a los jardines del Prado de San Sebastián, en una zona de gran actividad urbana.
En la superficie, junto a la Audiencia Provincial de Sevilla, se encuentra la parada del tranvía Metrocentro. Asimismo, la estación se encuentra bien comunicada con numerosas líneas de autobuses urbanos e interurbanos que hacen parada en sus alrededores.
La estación dispone de máquinas de venta de billetes automáticas, así como escaleras mecánicas y ascensores tanto para el acceso desde la calle como para la conexión entre el vestíbulo y los andenes. Uno de los elementos más característicos de la estación es la luz natural que entra a través de los lucernarios del vestíbulo, los cuales iluminan el interior de manera natural.
Se estima que para el año 2030 llegue al intercambiador del Prado de San Sebastián la línea 3, actualmente en construcción, lo que posibilitará una conexión directa entre las líneas  y  del metro, además de ampliar significativamente las opciones de transporte disponibles para los usuarios.

## Accesos
- Ascensor Av. de Carlos V, s/n (Junto a los Jardines del Prado, frente a los Juzgados)
- Carlos V Av. de Carlos V, s/n (Junto a los Jardines del Prado, frente a los Juzgados)
- Av. de Carlos V, s/n (Junto a los Jardines del Prado, frente a la estación de autobuses)

## Datos de interés
La estación de Prado de San Sebastián puede ser considerada un intercambiador de transportes, ya que en sus inmediaciones confluyen varios sistemas: metro, tranvía y autobuses urbanos e interurbanos. Tanto la parada del tranvía como la estación de autobuses se encuentran en superficie junto al edificio de los Juzgados, mientras que la boca de metro está situada en la acera de los Jardines del Prado.

### Metro
- Bocas de acceso: 1
- Ascensor: Sí
- Escalera mecánica: Solo de subida
- Longitud de andén: 65 metros
- Andén: Central

### Tranvía
- Longitud de andén: 33 metros
- Andén: Lateral

## Líneas y correspondencias

### Servicios de metro
| << cabecera        | < estación          | línea | estación >      | cabecera >>          |
| ------------------ | ------------------- | ----- | --------------- | -------------------- |
| Ciudad Expo        | Puerta Jerez        |       | San Bernardo    | Olivar de Quintos    |
| En construcción:   |                     |       |                 |                      |
| Pino Montano Norte | Jardines de Murillo |       | Plaza de España | Hospital V. de Valme |

## Conexiones

### Tranvía (Metrocentro)
La línea T1 de tranvía, llamada Metrocentro, hace correspondencia con la estación de Prado de San Sebastián en su parada del mismo nombre, la cual queda situada justo al otro lado de la avenida Carlos V, junto al edificio de los Juzgados.  
| << cabecera | < parada     | línea | parada >     | cabecera >>     |
| ----------- | ------------ | ----- | ------------ | --------------- |
| Plaza Nueva | Puerta Jerez | T1    | San Bernardo | Luis de Morales |

### Autobuses urbanos
| N.º de parada | LÍNEA | Trayecto                               | Zona |
| ------------- | ----- | -------------------------------------- | ---- |
|               | 1     | Macarena - Distrito Sur                |      |
|               | 21    | Plaza de Armas - Polígono San Pablo    |      |
|               | 22    | Prado San Sebastián - Sevilla Este     |      |
|               | 25    | Prado San Sebastián - Rochelambert     |      |
|               | 26    | Prado San Sebastián - Cerro del Águila |      |
|               | 28    | Prado San Sebastián - Parque Alcosa    |      |
|               | 29    | Prado San Sebastián - Torreblanca      |      |
|               | 30    | Prado San Sebastián - La Paz           |      |
|               | 31    | Prado San Sebastián - Polígono Sur     |      |
|               | 34    | Prado San Sebastián - Los Bermejales   |      |
|               | 37    | Puerta Jerez - Bellavista              |      |
|               | 38    | Prado San Sebastián - Pablo de Olavide |      |
|               | C1    | Circular exterior 1                    |      |
|               | C2    | Circular exterior 2                    |      |
|               | C3    | Circular interior 1                    |      |
|               | C4    | Circular interior 2                    |      |
|               | EA    | Plaza de Armas - Aeropuerto            |      |
|               | CJ    | San Bernardo - Ciudad de la Justicia   |      |
|               | LE    | Prado S. Sebastián - Torreblanca       |      |
|               | LN    | Prado S. Sebastián - Pino Montano      |      |
|               | A5    | Prado Sa Sebastián - Bami              |      |

### Autobuses interurbanos
| LÍNEA  | Trayecto                         | Zona |
| ------ | -------------------------------- | ---- |
| M-121  | Alcalá de Guadaira               | C    |
| M-122  | Alcalá de Guadaira               | C    |
| M-123  | Alcalá de Guadaira (Quintillo)   | C    |
| M-130  | Montequinto                      | B    |
| M-131  | Dos Hermanas                     | C    |
| M-132  | Dos Hermanas (Barriada)          | C    |
| M-132B | Dos Hermanas (Polígono la Isla)  | C    |
| M-133  | Dos Hermanas (Olivar de Quintos) | C    |
| M-134  | Los Palacios                     | E    |
| M-221  | Utrera                           | E    |

- Aparcamiento para bicicletas y carril bici.

## Otros datos de interés
- Se encuentra junto a los juzgados y junto a la estación de autobuses de Prado de San Sebastián.
- Próxima al rectorado de la Universidad de Sevilla.
- Próxima al área de recreo del Parque de María Luisa, Plaza de España, Casino de la Exposición y Teatro Lope de Vega.